# アヴィニョンTGV駅
アヴィニョンTGV駅（アヴィニョン・テジェヴェえき、フランス語: Gare d'Avignon TGV)は、フランスのプロヴァンス＝アルプ＝コート・ダジュール地域圏ヴォクリューズ県アヴィニョンにあるフランス国鉄（SNCF）のLGV地中海線専用の鉄道駅である。アヴィニョン中央駅と並んで、アヴィニョンの中心駅ではあるが、市の中心部から2.3km程南に位置する。2001年開業。駅の西方にパリ方面へとニーム方面へのデルタ線状の分岐点がある。

## 構造

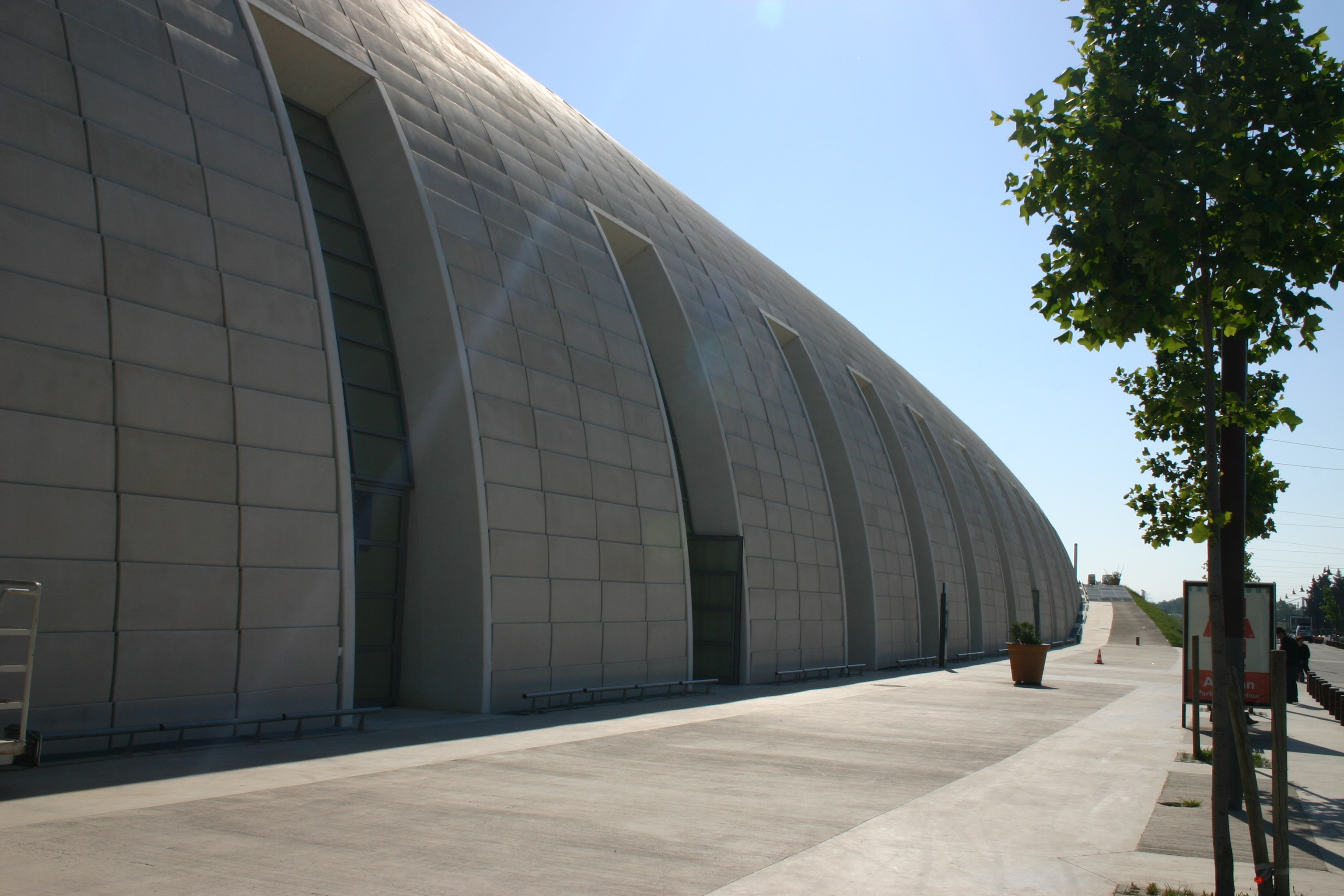
アヴィニョンTGV駅南側駅舎外観

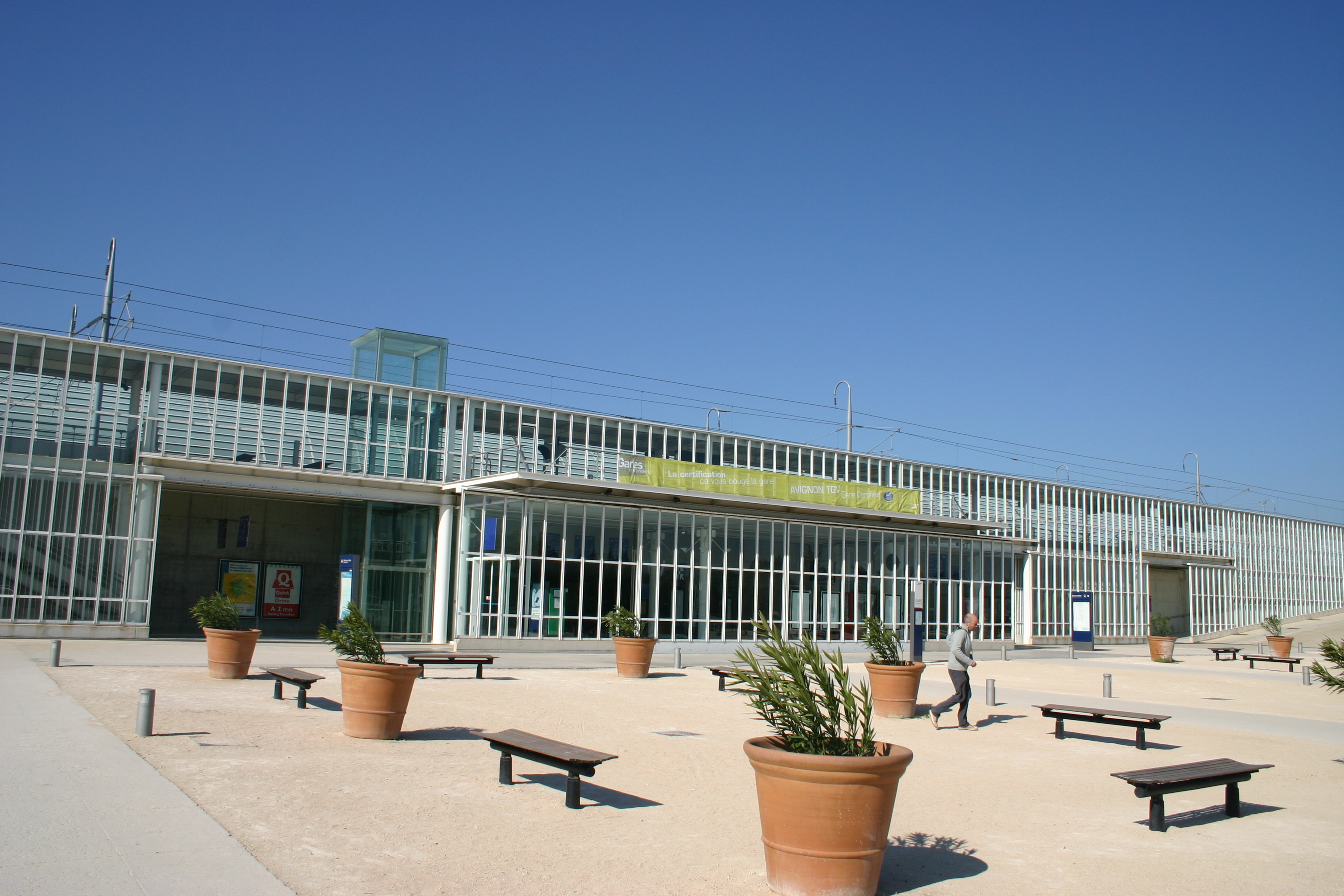
アヴィニョンTGV駅北側駅舎外観

アヴィニョンTGV駅の建物は、長さ350メートル、高さ14.50メートルである。船体の形状を採用した吹き抜け構造の2階建てで1階には券売機、売店等があり、2階部分がプラットホームおよび待合スペースとなっている。
なお船体形状の駅舎の南側（ローヌ川側）外観は主にコンクリートで構成されている。ホームよりの北側はガラスで構成されている。なお北側アヴィニョン市街地側駅舎は、外観はスクエア構造のガラスで構成されて2階構造である。
駅配線は2面4線（うち通過線が内側2線）である。

## 発着する列車
主にパリ（リヨン駅）、マルセイユ（サン・シャルル駅）、ニース（ニース・ヴィル駅）間のTGVが停車する。
このほか北方向ではリヨン（パール＝デュー駅）、リール（リール・ユーロップ駅）などへ向かうTGVがあり、またマルセイユとトゥールーズを結ぶTGVも停車する。

## 隣の駅
フランス国鉄
ユーロスター
ヴァランスTGV駅 - アヴィニョンTGV駅 - エクス＝アン＝プロヴァンスTGV駅
AVE
ニーム駅 - アヴィニョンTGV駅 - エクス＝アン＝プロヴァンスTGV駅
TGVリリア
リヨン・パール＝デュー駅 - アヴィニョンTGV駅 - エクス＝アン＝プロヴァンスTGV駅
TGV inOui
パリ・リヨン駅 / リヨン・パール＝デュー駅 / ヴァランスTGV駅 - アヴィニョンTGV駅 - エクス＝アン＝プロヴァンスTGV駅 / トゥーロン駅 / マルセイユ・サン＝シャルル駅
Ouigo
パリ・リヨン駅 / リヨン・サン＝テグジュペリTGV駅 / ヴァランスTGV駅 / マルヌ＝ラ＝ヴァレ＝シェシー駅 / リヨン・ペラーシュ駅 - アヴィニョンTGV駅 - エクス＝アン＝プロヴァンスTGV駅 / マルセイユ・サン＝シャルル駅
TERプロヴァンス＝アルプ＝コート・ダジュール
アヴィニョンTGV駅 - アヴィニョン中央駅